# Komisja Mazura
Komisja dla zbadania odpowiedzialności byłych pracowników Głównego Zarządu Informacji, Naczelnej Prokuratury Wojskowej i Najwyższego Sądu Wojskowego (tzw. komisja Mazura) – komisja powołana po śmierci Bolesława Bieruta w celu zbadania przypadków łamania prawa w naczelnych wojskowych organach ścigania i wymiaru sprawiedliwości – Głównego Zarządu Informacji, Naczelnej Prokuraturze Wojskowej oraz w Najwyższym Sądzie Wojskowym do 1956. Zakres działalności komisji obejmował wyłącznie sprawy dotyczące oficerów armii z lat 1948–1954. Analiza funkcjonowania wojskowych sądów rejonowych i sprawy tysięcy osób cywilnych skazanych przez te sądy nie znalazły się w kompetencjach komisji.

## Historia
Komisję Mazura powołano w wyniku porozumienia Ministerstwa Obrony Narodowej, Ministerstwa Sprawiedliwości i Prokuratora Generalnego PRL 10 grudnia 1956. 

### Skład komisji
Od 10 grudnia 1956 do 18 marca 1957 komisja działała pod przewodnictwem Zastępcy Prokuratora Generalnego PRL Mariana Mazura, a po powierzeniu mu pełnienia obowiązków Prokuratora Generalnego – pod przewodnictwem Zastępcy Prokuratora Generalnego PRL Jana Wasilewskiego. 
Pozostałymi członkami komisji byli:
- Stanisław Kotowski – prezes Sądu Wojewódzkiego dla województwa warszawskiego;
- Mieczysław Szerer – sędzia Sądu Najwyższego. (13 maja 1957 zrezygnował w dalszych pracach komisji nie zgadzając się z jej wnioskami końcowymi. Napisał wówczas własne sprawozdanie, tzw. raport Szerera, który stanowił sumę wniosków tego sędziego na temat odpowiedzialności osób winnych wypaczeń w wojskowych organach sprawiedliwości);
- płk Mieczysław Majewski – przedstawiciel MON;
- płk Adam Uziembło – przedstawiciel MON.

### Raport Mazura
Wynikiem kilkumiesięcznej pracy komisji było przygotowanie sprawozdania, które do historii przeszło pod nazwą raportu Komisji Mazura (lub Mazura – Wasilewskiego) wydanego 29 czerwca 1957. Stwierdzał on, iż największe nasilenie łamania praworządności występowało w latach od 1948 do 1954, przy czym przeważająca większość wyroków sądowych w spreparowanych procesach przypada na okres od marca 1952 do drugiego kwartału 1953. Za głównych inicjatorów wypaczeń w sądownictwie wojskowym uznali byłego prezesa NSW Wilhelma Świątkowskiego i jego zastępcę Aleksandra Tomaszewskiego. Nie wnioskowali jednak o ich ukaranie, gdyż byli oni obywatelami radzieckimi.
Komisja nie uznała za możliwe ścigania karnego wszystkich winnych osób z organów byłej Informacji, prokuratury i sądownictwa za łamanie praworządności w minionym okresie zarówno z uwagi na różny stopień zawinienia jak i ze względu na różnice w stanowiskach i funkcjach, co miałoby skutkować rozmaitą odpowiedzialność różnych osób i wnioskowała o wdrożenie postępowania karnego tylko w stosunku do tych osób, o których winie nabrała głębokiego przekonania na podstawie przedstawionego materiału, bezpośrednich rozmów i obserwacji oraz przeglądu akt operacyjnych. 

#### Odpowiedzialność
W wyniku przeprowadzonego dochodzenia Komisja uznała, iż działalność niektórych sędziów (…) wydaje się nabierać cech mordu sądowego. Pomimo wniosków o wszczęcie postępowania karnego wobec trzech sędziów (Feliksa Aspisa, Teofila Karczmarza oraz Mariana Krupskiego) władze nie zdecydowały się na pociągnięcie ich do odpowiedzialności karnej. W odniesieniu do pozostałych byłych sędziów Najwyższego Sądu Wojskowego członkowie komisji proponowali wymierzyć jedynie kary dyscyplinarno-administracyjne.
Zastrzeżenia do wiarygodności raportu komisji Mazura w części dotyczącej GZI WP zgłosiło dwóch jego współautorów: gen. bryg. Adam Uziembło i pisarz płk Zbigniew Domino.

### Publikacja raportu
Sprawozdanie jako pierwszy (choć częściowo) opublikował Jerzy Poksiński w 1996 na łamach książki My, sędziowie, nie od Boga. W całości został opublikowany w 1999 na łamach Gazety Wyborczej (nr 18 z dnia 22 stycznia 1999). Do czasu publikacji raport prac komisji nie był publicznie dostępny, a wszystkie podjęte w związku ze sprawozdaniem kroki wyjaśniające pozostały wewnętrzną sprawą organów je podejmujących.